# Heinrich Bullinger

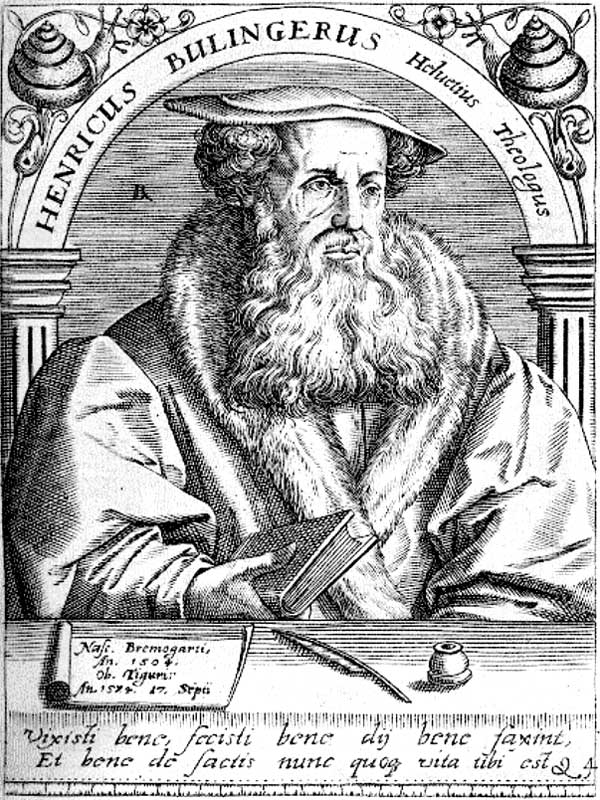
Rézkarc Heinrich Bullingerről

Heinrich Bullinger (magyarosan Bullinger Henrik), (Bremgarten, Aargau, 1504. július 18. – 1575. szeptember 17.) svájci reformátor.

## Életpályája
Atyja lelkész volt. 1519-től vagy 1520-tól Kölnben tanult, ahol Rotterdami Erasmus, Luther Márton és Philipp Melanchthon írásait is olvasta. Luther ’’ Von der babílonischen Gefangenschaft’’ című írásának hatására a reformációhoz csatlakozott. 1523-tól a kappeli kolostorban volt tanító, ahol az apát is titkon a reformációt pártolta. Ekkor ismerkedett meg Ulrich Zwinglivel is, és elfogadta teológiai nézeteit. 1525-ben Zwingli megkérte, hogy legyen segítségére az anabaptisták elleni vitában, így elkísérte őt a berni vallásértekezletre.
1529-ben lelkészként szolgált Bremgartenben, majd Zwingli 1531-ben bekövetkezett halála után az ő utódja lett Zürichben, ahol jelentős befolyásra tett szert, mivel a lelkipásztori és tanári hivatás mellett a zürichi zsinat és a lelkészi vizsgabizottság elnöke volt. A reformáció előharcosaként egyaránt fellépett a katolikusok, lutheránusok és anabaptisták ellen.
Zürichből kiszorította Martin Bucer konkordiáját s egyik kezdeményezője volt a második bázeli vagy első helvét (1536), valamint a második helvét hitvallásnak (1566). Befolyását a francia és angol református egyházra is kiterjesztette. Kálvinnal folytatott egyeztetése nyomán fogadták el 1549-ben a Consensus Tigurinust, amely összefogta a zürichi és a genfi reformációt.

## Írásai
Életét részben önmaga írta meg Diariumában. A reformáció történetét tárgyaló munkáját Hottinger és Vögeli (Frauenf. 1838-1840, 3 köt.) adta ki. Az anabaptisták ellen írta a Von der Wiedertaufe Ursprung, Secten und Wesen (Zürich, 1561) című vitairatát.

## Magyarul
- Henrik Bullinger levele a magyarországi egyházakhoz és lelkipásztorokhoz 1551; ford., bev., jegyz. Nagy Barna; Református Zsinati Iroda, Bp., 1967
- Heinrich Bullinger: A keresztyén vallás summája (ford., bev. Tillinger Péter, Limache Verlag – tpm, 1997, 2000, Szentendre, ISBN 963-440-225-9)

## További irodalom
- Pestalozzi, B. Henrik (Elberf. 1858)
- Christoffel, B. és felesége (1874)
- Ráth György: Bullinger Henrik és a magyar reformáczió. Pest. 1896 (különnyomat az Irodalomtörténeti Közleményekből)
- Joachin Staedtke: Die Theologie des jungen Bullinger. 1962
- Tillinger Péter: HEINRICH BULLINGER – Az elfeledett reformátor (tpm, 2004, Szentendre, ISBN 963-460-278-9)